# 長谷部文雄
長谷部 文雄（はせべ ふみお、1897年(明治30年)6月29日 - 1979年(昭和54年)6月13日）は、日本の経済学者。
愛媛県出身。京都帝国大学経済学部卒。同志社大学教授、立命館大学教授、龍谷大学教授、1977年退職。マルクス主義経済学文献の翻訳を行い「資本論」を完訳した。

## 著書
- 『資本論随筆』青木新書、1956

### 共編
- 『資本論研究入門』横山正彦共編　青木書店、1958
- 『資本論索引』鬼塚安雄共編 青木文庫、1958

### 翻訳
- タウシッグ『経済学原理』弘文堂書房、1923－25　(当初河上肇博士のもとでの演習として訳しはじめたが、訳文が出版できるレベルなので全訳する事になったもの。)
- マルクス『資本論初版首章及附録 原文対訳』弘文堂書房ほか、1928
- リアザノフ『マルクス・エンゲルス伝』岩波文庫、1928　独訳よりの翻訳、他に英訳も参照している
- レーニン『資本主義の最近の段階としての帝国主義』岩波文庫、1929　独訳よりの翻訳、英訳なども参照している。
- マルクス『資本論初版鈔』岩波文庫、1929　(上記『資本論初版首章及び付録』の訳文のみを収録したもの)
- エンゲルス『反デューリング論』岩波文庫、1931(上/下)
- ローザ・ルクセンブルグ『資本蓄積論』岩波文庫、1934　のち改訳して青木文庫(各3冊)
- ローザ・ルクセンブルグ『資本蓄積再論 亜流はマルクスの理論から何を作ったか』岩波文庫、1935　のち改訳して青木文庫。
- マルクス『賃銀・価格および利潤』岩波文庫、1935
- マルクス『賃労働と資本』岩波文庫、1935
- マルクス『「資本論」への序 インスティテュト版』ナウカ社、1936　のち青木書店版「資本論」に収載
- マルクス著 エンゲルス編『資本論』日本評論社(1937年版は原書第一巻部分のみを上下で戦時体制のため中絶、戦後第一巻部分は全面改訳し更に第二巻以降も全訳、全11冊)、1937－50　のち青木文庫(全13冊)/青木書店(全5冊)、角川文庫(既刊8冊・9冊目は索引にあてられており今日迄未刊である)　河出書房新社「世界の大思想」(全4冊)　日本評論社版は高畠素之訳に次ぐ二番目の完訳。青木書店版と青木文庫とは日本評論社版を改訳したもので青木書店版の版面を縮写印刷したものが文庫版で両者の丁付けは一致する。角川文庫版は青木文庫版を更に改訳したもの。河出書房版は角川文庫版を修正したもので長谷部訳「資本論」の最終版。角川文庫版以降はレーニンの論文などは含まれていない。
- H・G・ウェルズ『世界文化史概観』岩波新書(上/下)、1939
- レーニン『カール・マルクス』青木文庫、1964　(青木文庫版『資本論』第一分冊の巻頭に掲載されていた訳文を改訳したもの。『資本論』の研究所版の巻頭にある独語訳より翻訳)
- H.G.ウェルズ『世界史概観』阿部知二共訳 岩波新書、1966　上記1939年版『世界文化史概観』を阿部知二が原著の新版によって改訳したもの

## 参考
- コトバンク
- 長谷部文雄教授略歴、著作目録 (長谷部文雄教授退職記念号) 「竜谷大学経済経営論集」1977-12